# Evergestis anartalis
Evergestis anartalis là một loài bướm đêm trong họ Crambidae.